# Синт Амандс
Синт Амандс (на нидерландски: Sint-Amands) е селище в Северна Белгия, окръг Мехелен на провинция Антверпен. Разположено е на десния бряг на река Схелде, на 16 km западно от град Мехелен. Населението му е около 7780 души (2006).

## Известни личности
Родени в Синт Амандс
- Емил Верхарен (1855-1916), поет